# ادلزبورو
ادلزبورو (به انگلیسی: Edlesborough) یک روستا و محله مدنی در بریتانیا است که در الزبری ول واقع شده‌است. ادلزبورو ۲٬۷۵۴ نفر جمعیت دارد.